# Niżnia Żłobista Ławka
Niżnia Żłobista Ławka (słow. Nižná zlobná lávka, ok. 2400 m) – szczerbinka między bardzo stromą ścianą Żłobistej Turni a mniej stromą Żłobistą Kopą w słowackich Tatrach Wysokich. Znajduje się w ich grani głównej w masywie Żlobistego Szczytu. Ku południowemu wschodowi (Dolina Kacza) z przełączki opada wąski i prosty żleb. Prowadzi nim droga wspinaczkowa nr 2. Taternicy przeszli górną częścią żlebu, dolna jest dziewicza. Ku północy (Dolinka Rumanowa) opada wybitny komin mający wylot w płytowo-piarżystym kociołku.
Drogi wspinaczkowe:
1. Południowo-wschodnią granią z Niżnej Żłobistej Przełączki na Żłobisty Szczyt; I, miejsce II w skali tatrzańskiej, czas przejścia 1 godz.
2. Żlebem Niżniej Żłobistej Ławki; I, kilka miejsc II, 45 min[2].

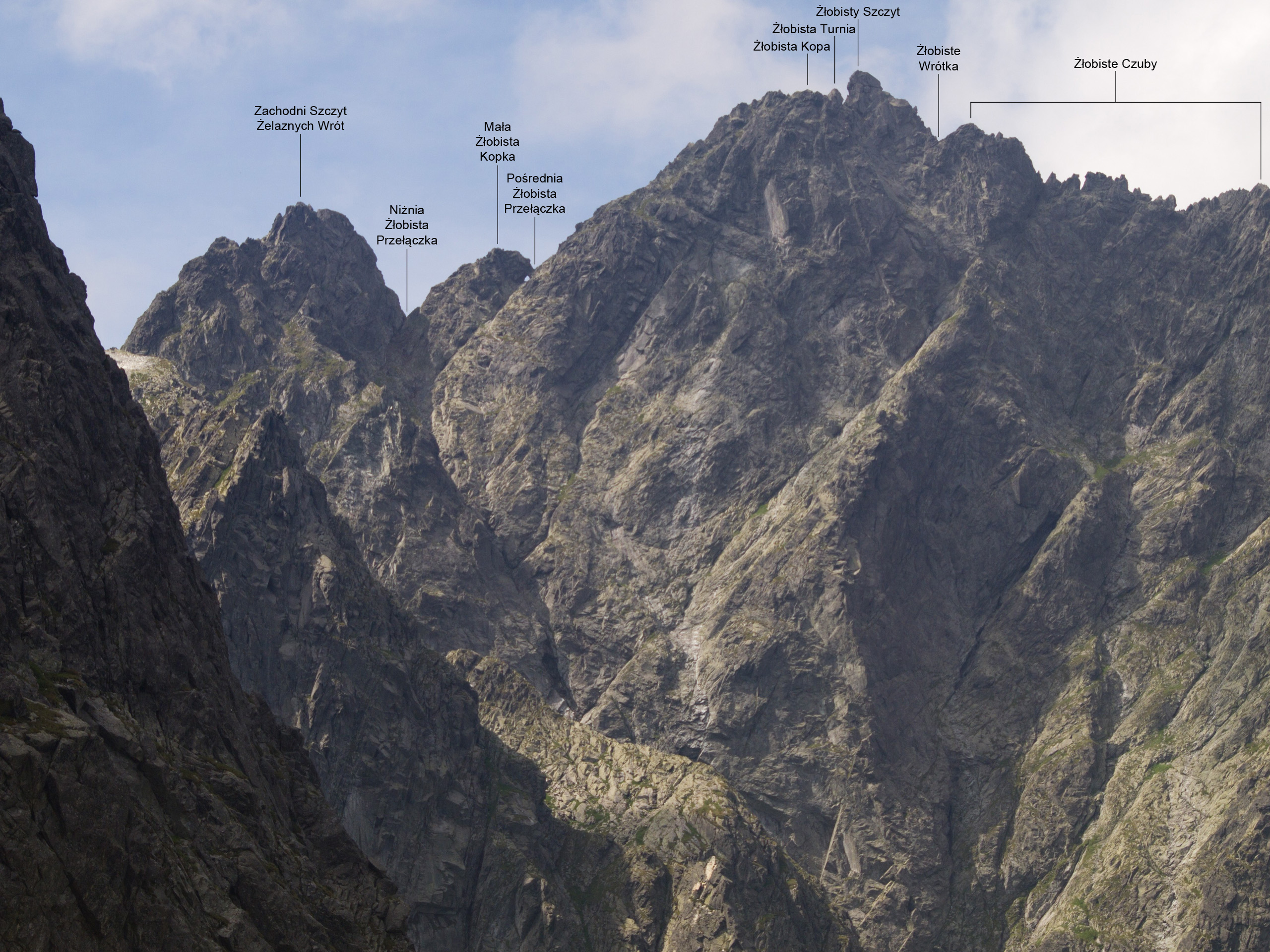
Widok znad Litworowego Stawu